# Aeroportul Tarbes–Lourdes–Pyrénées
Aeroportul Tarbes-Lourdes-Pyrénées (IATA: LDE, ICAO: LFBT) este un aeroport din Ossun, Hautes-Pyrénées, Occitania, Franța metropolitană, Franța ce deservește zona Tarbes. Aeroportul a fost tranzitat în 2022 de 403.325 de pasageri. A fost deschis în 1948 și numit după zona deservită.
Situat la o altitudine de 384 m, aeroportul dispune de 1 pistă. Este operat de SNC-Lavalin⁠(d).

## Infrastructură

### Piste
Aeroportul dispune de o singură pistă. Pista are orientarea 02/20.